# دریاسالار سپیدار
دریاسالار سپیدار (نام علمی: Limenitis populi) نام یک گونه از زیرخانواده دریاسالاران است. پهنای بال این پروانه برای نرها ۶۶ تا ۷۷ میلی‌متر و برای ماده‌ها ۸۲ تا ۸۵ میلی‌متر است. دریاسالار سپیدار به بوهای مشمئزکننده مثل بوی مردار جذب می‌گردد.